# چونوب
چونوب (به لاتین: Chonob) یک منطقهٔ مسکونی در روسیه است که در داغستان واقع شده‌است.